# Сокский Вазюг
Сокский Вазюг, Вазюг — река в России, протекает по Прилузскому району Республики Коми. Устье реки находится в 51 км по левому берегу реки Сокся. Длина реки составляет 26 км.
Исток реки в лесном массиве на Северных Увалах неподалёку от границы с Мурашинским районом Кировской области в 30 км к северо-западу от села Летка. Рядом с истоком Сокского Вазюга находятся верховья реки Волосница, здесь проходит глобальный водораздел между бассейнами Волги и Северной Двины. В верхнем течении течёт на север, затем поворачивает на северо-восток. Всё течение проходит по ненаселённому холмистому лесному массиву. Притоки — Сылйыл и Керка (оба правые). Впадает в Соксю в 12 км к юго-востоку от деревни Оньмесь. Ширина реки в нижнем течении около 7 м.

## Данные водного реестра
По данным государственного водного реестра России и геоинформационной системы водохозяйственного районирования территории РФ, подготовленной Федеральным агентством водных ресурсов:
- Бассейновый округ — Двинско-Печорский
- Речной бассейн — Северная Двина
- Речной подбассейн — Малая Северная Двина
- Водохозяйственный участок — Юг
- Код водного объекта — 03020100212103000011979